# 기쿄역
기쿄역(일본어: 桔梗駅 기쿄에키[*])은 일본 홋카이도 하코다테시에 있는 홋카이도 여객철도 하코다테 본선의 철도역이다.

## 역 구조
2면 2선의 상대식 승강장이 있는 지상역으로, 양 승강장은 과선교로 연결되어 있다. 구내에는 제설차 등의 특수 장비 차량이 대기하기 위한 선로가 있다.
고료카쿠역에서 관리하는 업무 위탁역으로, 이른 아침과 야간, 휴일에는 역무원이 없다. 창구는 휴일을 제외하고 7시 10시부터 16시 30분까지 영업 하며, 창구 영업 시간에만 작동하는 자동 발매기가 설치되어 있다.

### 승강장
| 1 | ■ 하코다테 본선 | 고료카쿠 · 하코다테 방면      |
| 2 | ■ 하코다테 본선 | 오누마 · 모리 · 오샤만베 방면 |

## 역 주변
- 하코다테 중앙 경찰서 기쿄 파출소
- 하코다테 기쿄 우편국
- 홋카이도 도립 하코다테 고등기술 전문학원
- 사립 하코다테 산이쿠 초등학교

## 이용 상황
연 승차 인원은 100명 단위로, 일당 평균 승차 인원은 10명 단위로 집계되었다.
| 연도   | 연도 | JR 홋카이도 | JR 홋카이도 | 비고 |
| 연도   | 연도 | 합계        | 1일 평균    | 비고 |
| ------ | ---- | ----------- | ----------- | ---- |
| 2004년 | 승차 | 116,400     | 320         |      |
| 2005년 | 승차 | 116,800     | 320         |      |
| 2006년 | 승차 | 111,700     | 310         |      |
| 2007년 | 승차 | 118,200     | 320         |      |
| 2008년 | 승차 | 119,800     | 330         |      |

## 역사
- 1902년 12월 10일 - 홋카이도 철도의 일반역으로 개업.
- 1907년 7월 1일 - 홋카이도 철도 국유화.
- 1972년 3월 15일 - 화물 취급 폐지.
- 1984년 2월 1일 - 수하물 취급 폐지.
- 1987년 4월 1일 - 일본국유철도 분할 민영화로 홋카이도 여객철도가 계승.
- 2007년 10월 - 역 번호 부여. H73.

## 인접한 역
| 홋카이도 여객철도 ■ 하코다테 본선 | 홋카이도 여객철도 ■ 하코다테 본선      | 홋카이도 여객철도 ■ 하코다테 본선 |
| --------------------------------- | -------------------------------------- | --------------------------------- |
| H72 오나카야마 오샤만베 방면      | 보통 (일반열차 "하코다테 라이너" 포함) | H74 고료카쿠 하코다테 방면        |